# The Pirate Queen
The Pirate Queen ist ein Musical von Alain Boublil, Claude-Michel Schönberg und Richard Maltby Jr. Es beruht auf dem Roman „Grania, She-King Of The Irish Sea“ von Morgan Llywelyn.

## Aufführungen
Die Broadwaypremiere fand am 5. April 2007 unter der Regie von Frank Galati im New Yorker Hilton Theatre statt. Zuvor hatte es in den USA verschiedene Try-Outs, unter anderem auch in Chicago, gegeben. Auf Grund überwiegend schwacher Pressekritiken und schlechter Zuschauerzahlen fiel für die 16 Millionen Dollar teure Produktion bereits am 17. Juni 2007 nach nur 32 Previews und 85 regulären Vorstellungen der letzte Vorhang. Die deutschsprachige Erstaufführung (Übersetzung: Nina Schneider) fand am 29. April 2016 am Theater Nordhausen in der Regie von Iris Limbarth und unter der musikalischen Leitung von Stefan Diederich statt. Im Sommer 2017 führte das „Theater unter den Kuppeln“ in Leinfelden-Echterdingen bei Stuttgart unter der Regie von Michael Hartusch, Angelika Ambacher und Stefanie Hartusch das Stück auf.

## Handlung
The Pirate Queen beruht auf einer historischen Begebenheit und spielt im Irland und England des späten 16. Jahrhunderts. Die Irin Grace O’Malley stellt sich gegen Königin Elisabeth I. von England, die Irland mit ihren Truppen erobert. Zu dieser Zeit war Irland unter verschiedenen Clans aufgeteilt, im Verlauf der Handlung gelingt es Grace, die Clans zu vereinen und mit ihr als Anführerin gegen die Invasoren zu kämpfen.
Gemeinsam mit ihren Anhängern fährt sie zur See und führt selbst mehrere Angriffe gegen die englische Flotte an. Inmitten der Unruhen verliebt sich Grace in einen Matrosen, aus politischen Gründen soll sie jedoch den Anführer eines anderen Clans ehelichen. Dieser ist jedoch nur auf seinen persönlichen Vorteil aus und enttäuscht alle, die Vertrauen in ihn setzen. Letztendlich wird Grace verhaftet und eingesperrt. Als es zur direkten Konfrontation mit der englischen Königin kommt, erkennt diese, dass ihr eine willensstarke und ihr ähnliche selbständige Persönlichkeit gegenübersteht. Unter der Bedingung, dass sich Irland stets loyal und gehorsam der englischen Krone gegenüber verhält, entlässt Elisabeth die Gefangene in die Freiheit.

## Titel
| Akt 1 1. Prologue 2. The Pirate Queen 3. Woman 4. My Grace 5. Here On This Night 6. The First Battle 7. The Waking Of The Queen 8. Rah-Rah, Tip-Top 9. The Choice Is Mine 10. The Bride's Song 11. Boys´ll Be Boys 12. The Wedding 13. I´ll Be There 14. Boys'll Be Boys (Reprise) 15. Trouble at Rockfleet 16. A Day Beyond Belclare 17. Go Serve Your Queen 18. Dubhdara's Farewell 19. Sail To The Stars | Akt 2 1. It's a Boy 2. Enemy At Port Side 3. I Dismiss You 4. If I Said I Love You 5. The Role Of The Queen 6. The Christening 7. Let A Father Stand By His Son 8. Surrender 9. She Who Has All 10. Lament 11. The Sea Of Life 12. Terra Marique Potens 13. Woman To Woman 14. Behind the Screen 15. Grace's Exit 16. Here on This Night/Finale |